# Голицын, Андрей Васильевич
Князь Андрей Васильевич Голицын (XVI век — 19 (29) марта 1611) — голова, воевода, видный боярин во времена правления Фёдора Ивановича, Бориса Годунова и Смутное время.
Из княжеского рода Голицыных. Младший сын боярина князя В. Ю. Голицына, брат Василия и Ивана Голицыных.

## Биография
В 1597 году пожалован в бояре. В 1598 году третий голова и есаул Государева полка во время похода царя Бориса Годунова к Серпухову против хана Казы-Гирея Боры.
С 1603 по 1605 год, первый воевода в Тобольске. В 1605 году семнадцатый боярин в Боярской думе.
При Лжедмитрии вернулся в Москву и, очевидно, за заслуги братьев получил боярство. В мае 1606 года участвовал на свадьбе Лжедмитрия I и Марины Мнишек, сидел шестым за кривым столом.
При Василии Шуйском Голицын выделился, как ратный воевода. Один из участников битвы под Москвой с Болотниковым. На рубеже ноября — декабря 1606 года развернулось генеральное сражение за Москву с повстанческой армией И. И. Болотникова. Заняв Коломенское, Данилов монастырь и устроив укреплённый лагерь в селе Заборье, близ монастыря, Болотников осадил Москву. Разрядный приказ назначил два полка, один из которых возглавил князь И. И. Шуйский и А. В. Голицын. В ходе боёв повстанцы потерпели поражение, царские войска «воров многих побили, а которые стояли у Заборье, тех всех взяли в плен, вор Ивашка Болотников…. побежал в Калугу».
В июне 1607 года он нанёс решительное поражение «ворам» в битве на Восьме, а затем явился к осаждённой Туле. В 1607 году из Рязани велено ему идти под Тулу воеводою Передового полка, а потом послан первым воеводою Большого полка в Каширу, где получив данные об идущих к городу бунтовщиках, вышел им с войском навстречу и встретив их на речке Вязьма, дал им бой, где сам проявил пример храбрости, разбил врагов, взял сделанное ими укрепление, после чего пришёл в Серпухов к Государю. В 1608 году послан первым воеводою помощных войск для вылазок и осады в Москве у Сретенских ворот, далее послан из Москвы с отрядом войск против идущего к столице гетмана Ружинского с польским войском, напал на них и разбил, гнал их до речки Ходынки. Данная победа привела Тушинский лагерь в смятение, что многие бежали из него.
В 1608 году принимал участие и в битвах под Москвой с тушинцами, в августе послан воеводою Большого полка к Троице-Сергиеву монастырю, для преследования польского военачальника Александра Лисовского и был главным воеводой отряда, сопровождавшего из Москвы польских послов.
Его личное отношение к царю неясны: Андрей Васильевич Голицын называется в числе лиц, будто бы прямивших вору путь к власти из неприязни к Шуйскому, но последний, видимо, доверял боярину, отправляя во главе передового отряда против поляков весной 1610 года.
В марте 1610 года отправлен в Можайск воеводою Передового полка против поляков. В этом же году входил в состав «семибоярщины», которая приняла решение возвести на трон сына польского короля Сигизмунда III Вазы Владислава и разрешила полякам во главе с гетманом С. Жолкевским войти в Москву.
После присяги Владиславу Голицын по подозрению в сношениях с вором был отдан Гонсевским «за пристава» (то есть взят под стражу). Вместе с ним были арестованы князь Иван Михайлович Воротынский и князь Александр Фёдорович Засекин.
В день московского восстания 19 марта 1611 года князь Андрей Васильевич Голицын был убит.
Его жена княгиня и боярыня Марья, в иночестве Марфа Васильевна, умерла в 17 ноября 1633 году.